# Jan Veselý (koszykarz)
Jan Veselý (ur. 24 kwietnia 1990 w Ostrawie) – czeski koszykarz, grający na pozycji niskiego i silnego skrzydłowego, reprezentant kraju, obecnie zawodnik FC Barcelony.
Został wybrany z szóstym numerem w Drafcie NBA 2011 przez Washington Wizards.

## Życie prywatne
Jego ojciec, Jan również grał w koszykówkę, a jego matka grała w siatkówkę. Młodsza siostra Jana i jego dziewczyna, Eva, grają w koszykówkę. Mówi płynnie po czesku, słoweńsku, serbsku i angielsku.

## Kariera
Veselý rozpoczął swoją karierę w młodzieżowych klubach Příbor i BK Snakes Ostrava w Czechach. W 2007 roku przeniósł się do Geoplinu Slovan. Rok później przeszedł do Partizanu Belgrad. Wygrał dziewięć trofeów z klubem i doszedł do Final Four Euroligi w sezonie 2009/10. W 2010 roku został wybrany Najlepszym Młodym Koszykarzem roku w Europie przez FIBA. Podczas ostatniego meczu sezonu 2010/11, kapitan zespołu Petar Božić pozwolił Veselý'emu wznieść puchar, a kibice zgotowali mu owację na stojąco.

## NBA
Veselý został wybrany w drafcie z szóstym numerem przez Washington Wizards.
20 lutego 2014 Veselý trafił do Denver Nuggets w ramach wymiany między trzema klubami.

## Osiągnięcia
Stan na 16 czerwca 2019, na podstawie, o ile nie zaznaczono inaczej.

### Drużynowe
- Mistrz:
  - Euroligi (2017)
  - Ligi Adriatyckiej (2009–2011)
  - Serbii (2009–2011)
  - Turcji (2016, 2017, 2018, 2022)
- Wicemistrz:
  - Euroligi (2018)
  - Turcji (2021)
- Zdobywca pucharu:
  - Serbii (2009–2011)
  - Turcji (2016, 2019, 2020)
  - Prezydenta Turcji (2016, 2017)
- 4. miejsce w Eurolidze (2010, 2015)
- Finalista:
  - Pucharu Turcji (2015, 2022)
  - Superpucharu Turcji (2014)

### Indywidualne
- MVP:
  - Euroligi (2019)
  - finałów ligi tureckiej (2022)[7]
- Młody Zawodnik Roku FIBA (2010)
- Laureat nagrody EuroLeague Magic Moment (2018, 2019)[8]
- Czeski Koszykarz Roku (2012, 2016)
- Zaliczony do I składu Euroligi (2016[9], 2019[10])
- Uczestnik meczu gwiazd ligi tureckiej (2015, 2016)

### Reprezentacja
Seniorów
- Uczestnik:
  - Eurobasketu (2013 – 13. miejsce, 2015 – 7. miejsce, 2022[11])
  - kwalifikacji do:
    - igrzysk olimpijskich (2016)
    - Eurobasketu (2009)
- Lider Eurobasketu w:
  - zbiórkach (2013)
  - skuteczności rzutów z gry (2015 – 64,1%)[12]

Młodzieżowa
- Uczestnik mistrzostw Europy:
  - U–18 (2007, 2008)
  - U–16 (2006)